# 이인재 (1870년)
이인재(李寅梓, 1870년 ~ 1929년)는 일제강점기에 활동한 철학자, 유학자이다. 자는 여재(汝材), 호는 성와(省窩).
주자학자 곽종석의 문하에서 유학을 공부하였고, 그와 같이 이황으로부터 이어진 주리론을 계승하였다. 1912년 서양 고대철학사에 관한 『철학고변』을 저술하였는데 실학자 이정직(李定稷)의 저서 이래 초기의 국내 서양철학 연구서이다.